# Klaus Lehnertz
Klaus Lehnertz  (né le 13 avril 1938 à Solingen) est un athlète ouest-allemand spécialiste du saut à la perche. Licencié au KSV Hessen Kassel, il mesure 1,83 m pour 75 kg.

## Carrière

### Palmarès
| Date | Compétition           | Lieu  | Résultat | Performance |
| ---- | --------------------- | ----- | -------- | ----------- |
| 1964 | Jeux olympiques d'été | Tokyo | 3e       | 5,00 m      |

### Records
| Épreuve          | Performance | Lieu | Date |
| ---------------- | ----------- | ---- | ---- |
| Saut à la perche | 5,10 m      |      | 1967 |